# Heinrich Reiser (Lehrer)

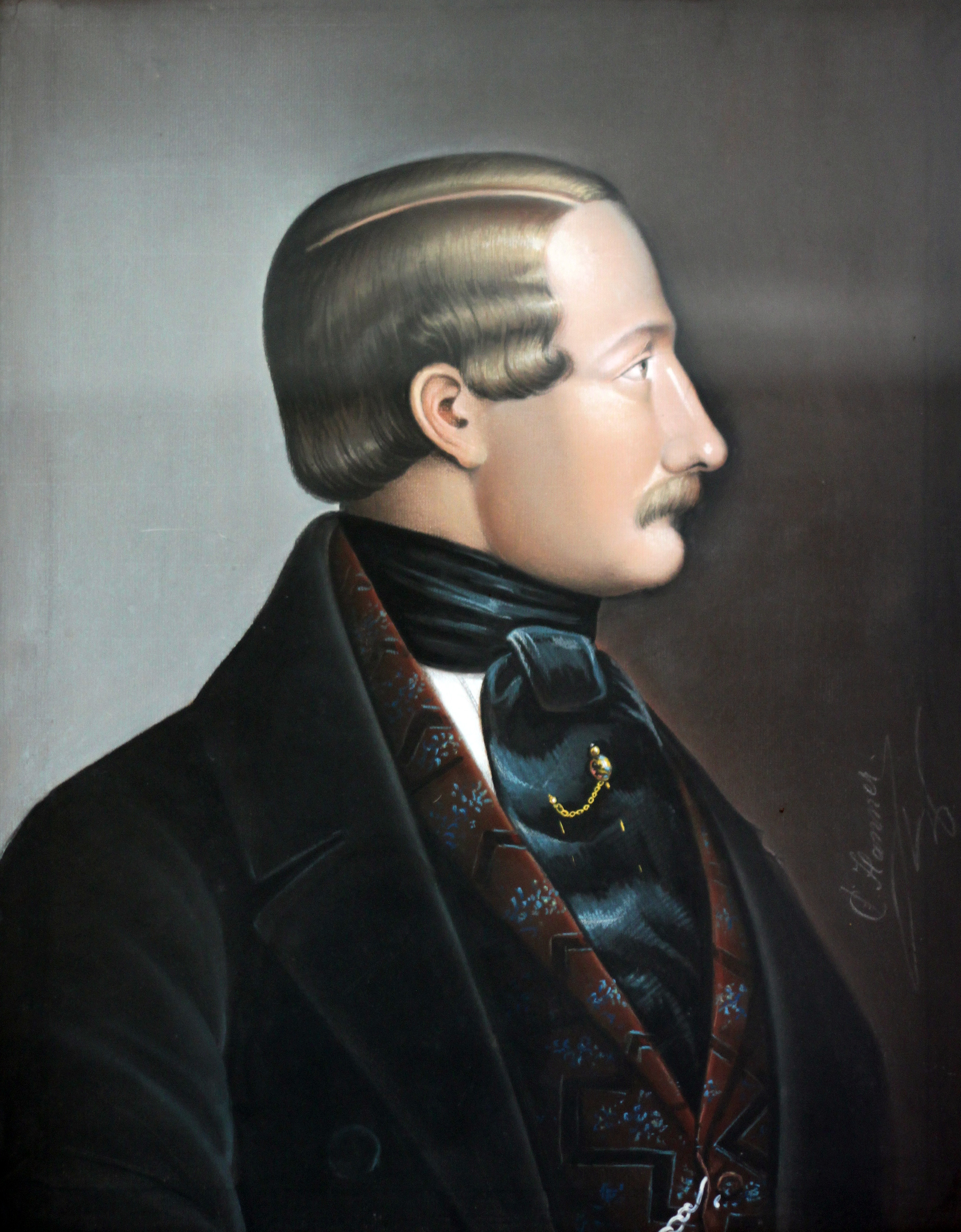
Heinrich Reiser (1805–1889)

Heinrich Reiser (* 8. Mai 1805 in Gammertingen; † 25. April 1889 in Kapfenberg Steiermark) war ein deutscher Musterlehrer, pädagogischer Schriftsteller, Komponist und Musiker.

## Leben und Wirken
Heinrich Reiser wurde als Sohn von Johann Baptist Reiser (1771–1823) und Antonia Reiser, geborene Teufel (1775–1849) in einen Handwerkerhaushalt geboren. Der Vater war Sackmacher, die Mutter eine Tochter des Gammertinger Kronenwirtes Heinrich Teufel, auf dessen Namen das Kind getauft wurde. Seine Schulzeit absolvierte Heinrich bei seinem Onkel Anton Reiser (1759–1829), dem älteren Bruder seines Vaters, und dessen Sohn Anton jr. (1787–1838), die den jungen Heinrich für den Lehrerberuf begeisterten und sich als versierte Geigenspieler auch um die musikalische Ausbildung des Neffen und Vetter kümmerten. Stadtpfarrer Ludwig Kiener (1783–1851) sorgte für den Lateinunterricht.
Nach dem Schulbesuch in Gammertingen hat Reiser vermutlich bei einem Schulpräparanden-Lehrer eine Lehre absolviert und anschließend die seit 1818 in Hohenzollern-Sigmaringen geforderte Lehramtsprüfung abgelegt. 1821 übernahm Reiser seinen ersten Lehrerposten in Salmendingen, vorerst begrenzt auf drei Jahre. Während dieser Zeit lernte Reiser in Tübingen den Musikdirektor der Universität Friedrich Silcher kennen, der ihm Unterricht in Tonsatz und Komposition erteilte.
Seit Mitte der 1820er Jahre unterrichtete Reiser an der Schule des hohenzollerischen Pfarrdorfes Storzingen. Auch hier fand Reiser Gelegenheit, seine musikalischen Talente zu pflegen. In dem Pfarrer Franz Xaver Eisele (1765–1832) fand Reiser erneut einen Mentor, der ihm Gelegenheit bot, in einem Streichquartett sein Violinspiel zu verbessern, und ihm Anregungen für den Gesangsunterricht vermittelte. Im Herbst 1831 wechselte Reiser erneut nach Salmendingen, wo er jetzt eine feste Stelle erhielt. Von dort aus besuchte Reiser häufig Konzerte der Hechinger Hofkapelle, die sich unter der Leitung des Geigenvirtuosen Thomas Täglichsbeck zu einem viel beachteten Orchester entwickelt hatte.
Im Herbst 1838 wurde Heinrich Reiser an die Volksschule in seinem Geburtsort versetzt, an der er über dreißig Jahre als Pädagoge tätig war. Die Stelle in dem hohenzollerischen Oberamtsstädtchen war besser besoldet, zu seinen Aufgaben zählte jedoch auch der Dienst als Organist (und Mesner) an der katholischen Stadtpfarrkirche. Auch die Leitung des Kirchenchores war ihm übertragen, für dessen Gebrauch er Lieder und Messgesänge komponierte. Bereits 1831 hatte Reiser in Salmendingen Ursula Eisele (1813–1875) aus Trochtelfingen geheiratet. Acht Kinder wurden dem Ehepaar zwischen 1835 und 1855 geboren. Reisers Musiktalent wurde auch hier wirksam: Zwei seiner Kinder haben die Familienleidenschaft zum Beruf gemacht, der Sohn Friedrich Hermann (1839–1879) als Musiklehrer und Komponist und die Tochter Emmeline Antonie (1844–1917) als Opernsängerin.
Schon im August 1838 hatte Reiser von der Regierung in Sigmaringen die Ernennung zum „Musterlehrer“ für die zweijährige Ausbildung von „Schuldienstincipienten“ erhalten. Junge Männer konnten sich bei diesen ausgesuchten Lehrern auf den Schuldienst vorbereiten. Dazu wurden sie in den einschlägigen Schulfächern unterrichtet und konnten erste Erfahrungen im Unterrichten sammeln. Großen Wert legte Reiser auf die musikalische Ausbildung seiner Zöglinge, aber auch körperliche Ertüchtigung stand im Zeichen der Turnerbewegung auf dem Programm.
Reiser zählte zu einer Lehrergeneration, die den planmäßigen Ausbau der Elementarschulen bzw. Volksschulen vorantrieben und durch die Abfassung einschlägiger Unterrichtsmaterialien auch publizistisch hervortraten. Daneben war Reiser bemüht, das Ansehen des Lehrerberufes zu heben und dessen soziale Anerkennung und materielle Absicherung zu verbessern.
Nicht nur berufspolitisch war Reiser aktiv; zwei Mal, 1842 und 1845, wurde er in den Landtag des Fürstentums Hohenzollern-Sigmaringen gewählt, und auch im außerordentlichen Landtag von 1848 war Reiser als Deputierter vertreten. Die im Zuge der Revolution gebildete Bürgerwehr in Gammertingen ernannte Reiser zum Kapellmeister im Offiziersrang.
Im Alter von 63 Jahren ließ sich Heinrich Reiser 1867 wegen Schwerhörigkeit in den Ruhestand versetzen und zog mit Ehefrau und Tochter nach Rheinfelden, wo sein Sohn Friedrich Hermann als Organist und Chorleiter tätig war. Auch im Ruhestand setzte Reise seine schriftstellerische Arbeit fort und war er mit der Revision seiner Lehrbücher beschäftigt, die zum Teil über Jahrzehnte in überarbeiteten Auflagen erschienen. Nach dem Tod von Friedrich Hermann (1879) ist Reiser zu seinem jüngeren Sohn Fridolin in die Steiermark gezogen. Fridolin Reiser war seit 1868 Hüttenverwalter der Gussstahlfabrik in Kapfenberg, wo er sich als Pionier der Hochofentechnik verdient gemacht hatte. In Kapfenberg starb Heinrich Reiser 1889 im Alter von 84 Jahren.

## Schriften
- Kleine Erdbeschreibung für Elementar- und Sonntagsschule und zum Selbstunterrichte für Jedermann, Hechingen 1835.
- Materialien zum Kopfrechnen für alle Schülerclassen, Reutlingen 1835.
- Materialien zum Tafelrechnen in fortschreitender Ordnung. Für Volksschulen eingerichtet und berechnet, Reutlingen 1844.
- Die Kirchen-Musik wie sie ist - und wie sie seyn soll, in: Der Deutsche Schulbote 4 (1845), S. 51–60 (Digital)
- Welches sind die erlaubten Mittel, die Liebe der Kinder zu erwerben? in: Der Deutsche Schulbote 4 (1845), S. 122–125 (Digital)
- Glaube, Liebe und Hoffnung (Gedicht), in: Der Deutsche Schulbote 4 (1845), S. 396 (Digital)
- Unbefangene Blicke auf die Beschwernisse des Schullehrer-Standes, in: Der Deutsche Schulbote 5 (1846), S. 58–77 (Digital)
- Clavier-Schule für Kinder, Stuttgart 1846.
- Dreistimmige Lieder für die reifere Jugend in deutschen Schulen, Stuttgart 1846.
- Entgegnung auf die "Erwiderung" der Lehrer des "Lesevereins in der Regiunkel Killerthal", im Fürstenthum Hohenzollern Hechingen, meinen Aufsatz "Unbefangene Blicke auf die Beschwernisse des Schullehrerstandes" betreffend, in: Der Deutsche Schulbote 6 (1847), S. 106–109 (Digital)
- Wie hat sich ein Schullehrer zu verhalten, um bei seinen Schulkindern das, zuweilen in den Schuljahren schon vorkommende, Erwachen des Geschlechtstriebes auf der einen Seite zart zu behandeln und auf der anderen Seite vor schädlichen Ausbrüchen und Abwegen zu bewahren? in: Der Deutsche Schulbote 6 (1847), S. 121–132 (Digital)
- Welche Mittel stehen dem Schullehrer zu Gebot, die vernachläßigte häusliche Erziehung zu verbessern? in: Der Deutsche Schulbote 6 (1847), S. 230–235 (Digital)
- Lieder mit leichter Pianoforte-Begleitung, Stuttgart 1847.
- Was für Gegenstände, - wie, und wie viel von jedem Gegenstande soll in der Fortbildungsschule gelehrt werden? in: Der Deutsche Schulbote 9 (1850), S. 213–218 (Digital)
- Unterricht über den Kalender, in: Der Deutsche Schulbote 8 (1949), S. 136–141 (Digital)
- Welches sind die Erfordernisse eines guten schriftlichen Aufsatzes? in: Der Deutsche Schulbote 9 (1850), S. 310–315 (Digital)
- Die Briefschule. Eine Anleitung zum Briefschreiben, Stuttgart 1852.
- Kurzgefaßte deutsche Sprachlehre. Die Grammatik mit dem analytischen Sprachunterrichte, nebst einer Anleitung zum Rechtschreiben und zum schriftlichen Gedankenvortrage für Volksschulen bearbeitet, Stuttgart 1852.
- Der deutsche Volksschüler. Ein Sprach- und Lesebuch für Oberklassen in gehobenen Volksschulen, Stuttgart 1852.
- Der deutsche Volksschüler in der Mittelklasse, Stuttgart 1852.
- Kurzgefasste deutsche Sprachlehre, Stuttgart 1852.
- Der katholische Volksschüler in der Oberklasse. Ein Sprach- und Lesebuch, 2. umgearb. Aufl., Stuttgart 1861 (Digital)
- Die Stylschule, Stuttgart 1861.
- Lehr- und Lesebuch für Fortbildungsschulen, Stuttgart 1861
- Charakterbilder aus der preussischen Geschichte für Schule und Haus, Stuttgart, 1863.
- Erziehung und Unterricht. Abhandlungen und Erörterungen über die wichtigsten Fragen aus dem Gebiete der Pädagogik, Methodik, Didaktik, über den Musikunterricht und aus dem Berufsleben des Lehrers überhaupt, Aarau 1871.
- Der deutsche Sprachunterricht, durchgeführt an dreißig Musterstücken. Ein Handbuch zur Ertheilung eines vollständigen und geistvollen Unterrichts in der Muttersprache, Stuttgart 1876.